# Blow-up (Filmtechnik)
Blow-up bezeichnet in der Filmtechnik den Formatwechsel von einem kleineren Kameranegativ-Filmformat auf ein größeres. Dieses wird beim Umkopieren des Films mit hochpräzisen optischen Bänken, bestehend aus einem Einzelbildprojektor und einer synchronisierten Einzelbildkamera, realisiert.

## Anwendungen
Für Low-Budget-Produktionen kann man günstigere 16-mm-Kameratechnik und günstigeres Filmmaterial verwenden. Die Einsparungen liegen je nach Projektart zwischen 5 und 10 Prozent. Dokumentationen machen manchmal handlicheres 16-mm-Equipment erforderlich. Anschließend wird das fertig geschnittene Original optisch auf 35-mm-Film vergrößert. Bei diesen Blow-ups werden jedoch alle Schwächen und Fehler des kleineren Filmformates mit vergrößert. Staubkörner, Kratzer, Filmkorn oder Unschärfen werden entsprechend größer sichtbar.